# Fischmarkt (Erfurt)
Il Fischmarkt, o letteralmente in italiano Piazza del Mercato del Pesce, è la piazza centrale della città di Erfurt, capitale della Turingia, in Germania.

## Storia e descrizione

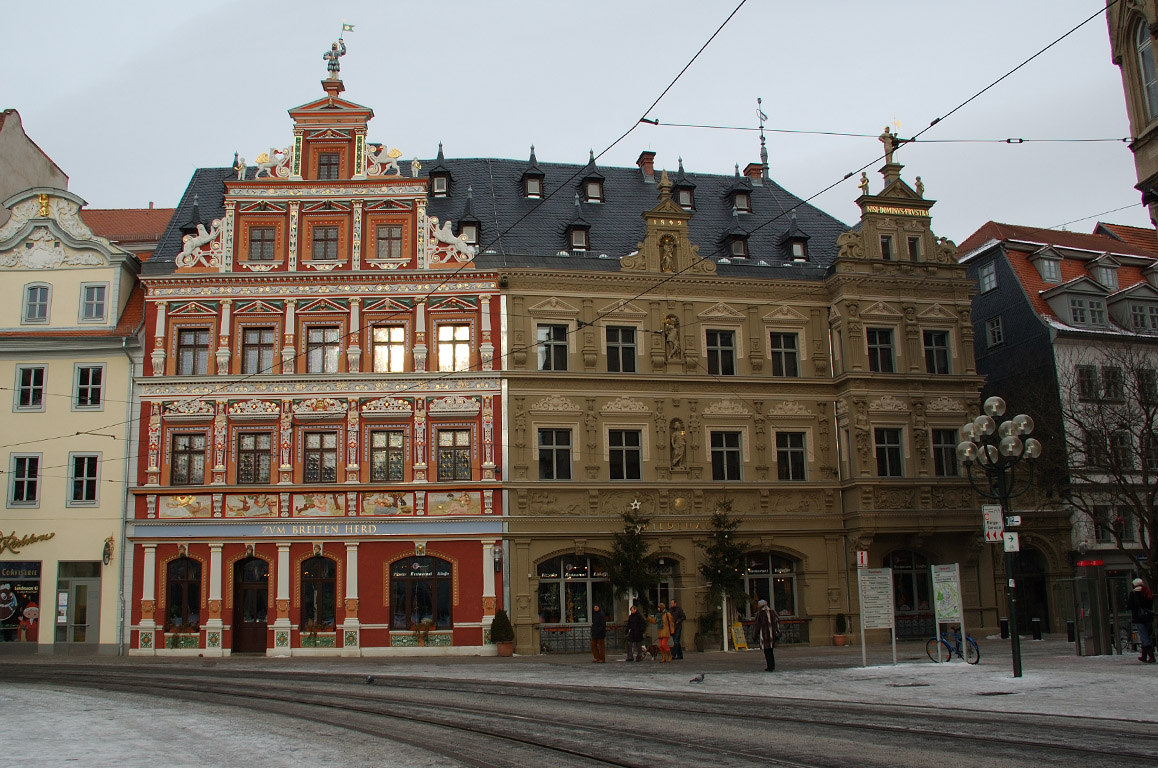
Il lato nord con le case alla Grande Stufa e delle Gilde.

La piazza viene menzionata per la prima volta in un documento del 1293 come Foro Piscium Iuxta Hospitale. 
Nel Medioevo vi si sono tenuti diversi mercati, e pian piano l'area si sviluppò fino a divenire il fulcro e centro sociale della città. Infatti nel 1275 venne eretto, sul lato orientale, un primo Municipio.
Nel 1448 la piazza venne decorata, al centro, con la statua di San Martino, patrono dell'Elettorato di Magonza il quale principe-arcivescovo era governatore della città. Tuttavia venne rimossa nel 1525 dai protestanti e rifatta nel 1591.
Nel 1869-75 il municipio venne rifatto in stile neogotico.
Negli anni 1934-35 l'edificio del Mercato coperto del pesce, che sorgeva sul lato destro del Municipio, venne acquistato dalla Sparkasse, "Cassa di Risparmio", e rifatto completamente secondo il progetto di Johannes Klass. Ma con i bombardamenti della Seconda guerra mondiale, nell'aprile del 1945 l'edificio perse le sue pitture murali decorative della facciata e le vetrate.
Durante il 2013 la piazza venne completamente restaurata e pedonalizzata.

## Edifici e architetture

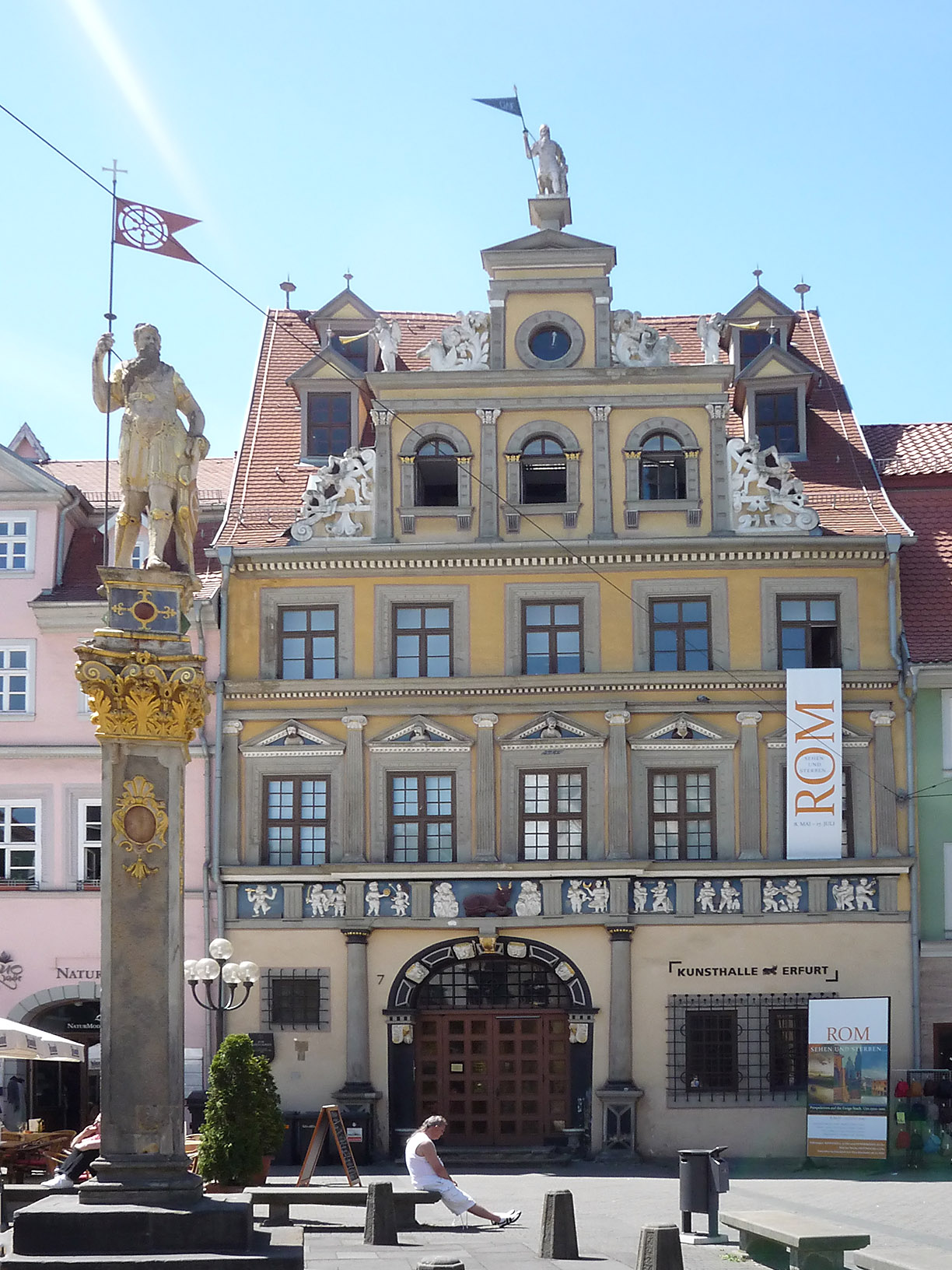
La Casa al Bue Rosso con il Römer.

Notevoli edifici cingono la piazza, fra cui spiccano le case borghesi dalle ricche facciate rinascimentali.
- Municipio di Erfurt. Sorge sul lato orientale. Il primo edificio in questo luogo venne eretto nel 1275, ma l'attuale venne costruito fra il 1869 e il 1875 in stile neogotico dagli architetti Theodor Sommer e August Thiede.
- Haus zum Roten Ochsen. La "Casa del Bue Rosso" sorge al nº 7, sul lato occidentale, di fronte al Comune. Venne costruita nel 1562[1] per il ricco commerciante di vini Jakob Naffzer[2]. Presenta una ricca facciata rinascimentale con alto frontone e rilievi; il fregio del piano terra rappresenta i Giorni della settimana e le Muse greche[3]. Oggi ospita una galleria d'arte.
- Haus zur Güldenen Krone. La "Casa alla Corona d'Oro", al nº 6, di fianco alla precedente, venne eretta nel 1488 e modificata nel 1564; era sede delle Poste[3].
- Haus zum Breiten Herd. La "Casa alla Grande Stufa" sorge al nº 13, sul lato settentrionale della piazza. Eretta nel 1584 presenta una fastosa facciata a frontone rinascimentale ricchissima di rilievi, paraste e festoni. Nel fregio del piano terra sono raffigurate le scene con dei Cinque Sensi: "Vista", "Udito", "Olfatto", "Gusto" e "Tatto".
- Haus zum Güldenen Löwen. La "Casa al Leone d'Oro" sorge sul lato sinistro della precedente, al nº 12, e presenta un frontone rococò del 1740.
- Gildehaus. La "Casa delle Gilde" sorge sul lato destro della "Grande Stufa", venne realizzata nel 1892 secondo il fastoso stile rinascimentale delle altre case della piazza. Sulla ricca fronte si notano le quattro statue raffiguranti le Virtù cardinali: "Giustizia", "Prudenza", "Coraggio" e "Temperanza".

### Statua del Römer
Una prima statua decorativa al centro della piazza venne posta nel 1448. Raffigurava San Martino, patrono dell'Elettorato di Magonza il quale principe-arcivescovo era governatore della città.
La statua andò distrutta nel 1525 durante la guerra dei contadini tedeschi quando ci fu una rivolta contro il principe-arcivescovo di Magonza.
L'arcivescovo in seguito ne sollecitò la ricostruzione e il Consiglio comunale allora ne incaricò il residente olandese Israel van der Milla che la compì il 6 novembre 1591. 
Tuttavia l'interpretazione di questa figura restò già subito molto ambigua. Infatti San Martino era raffigurato nelle sembianze di un guerriero romano e i cittadini lo videro subito come un esempio della loro prontezza nel difendere le proprie libertà comunali di fronte al governatore. Una sorta di Orlando (Roland), ma dato che Erfurt non era una città libera dell'Impero nessun Roland poté essere eretto, così venne chiamato semplicemente Römer, il "Romano".

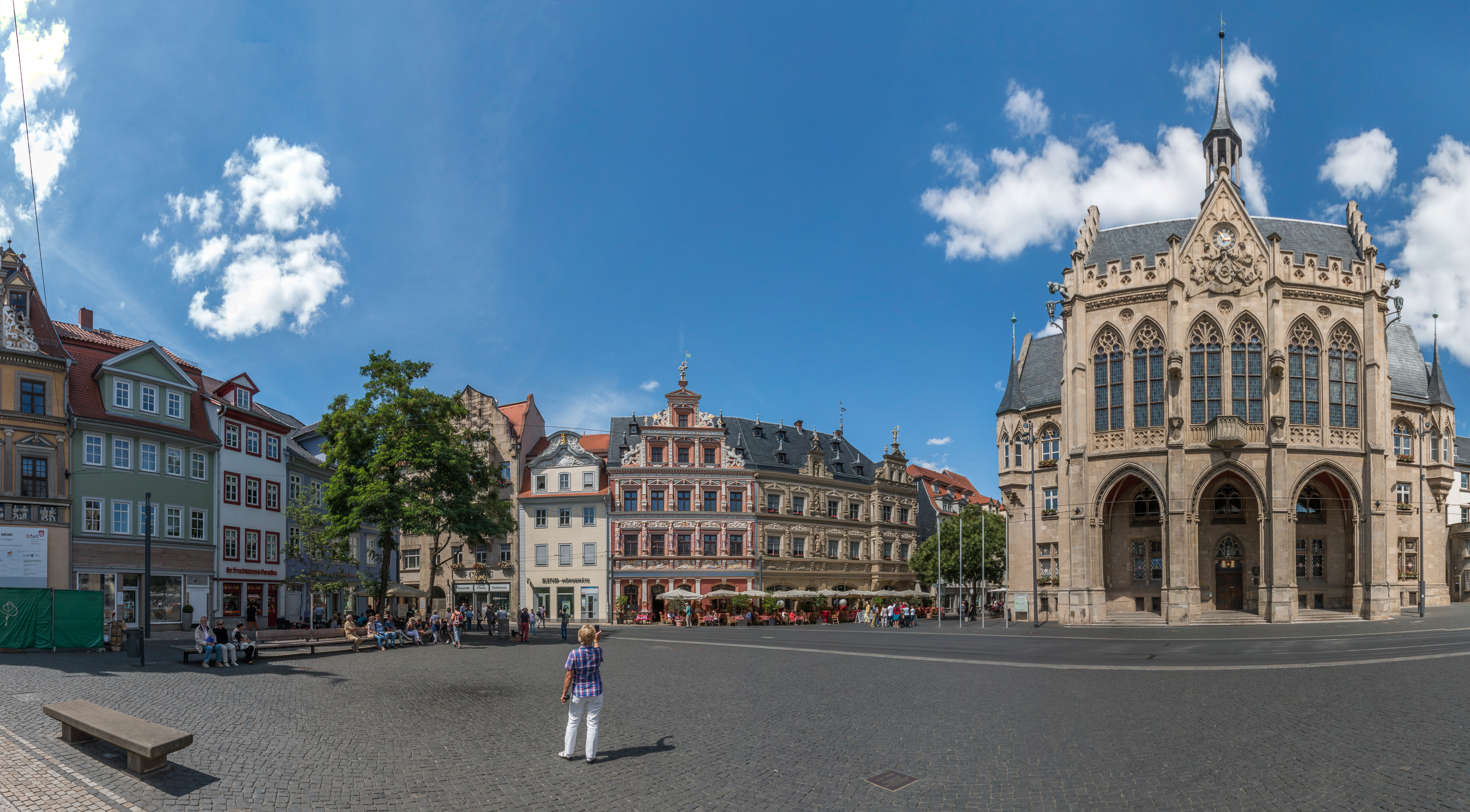
Veduta della piazza
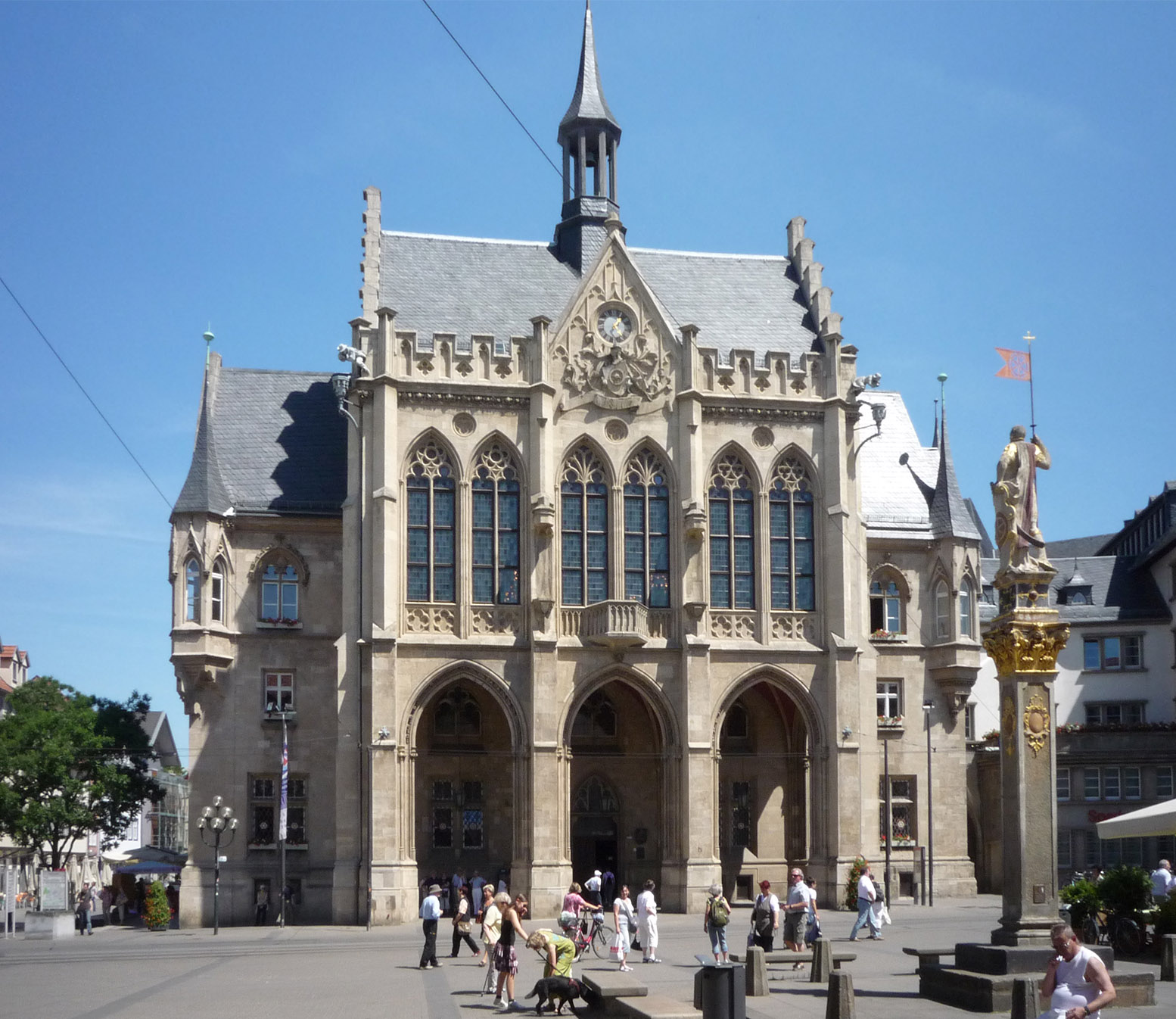
Il Minicipio
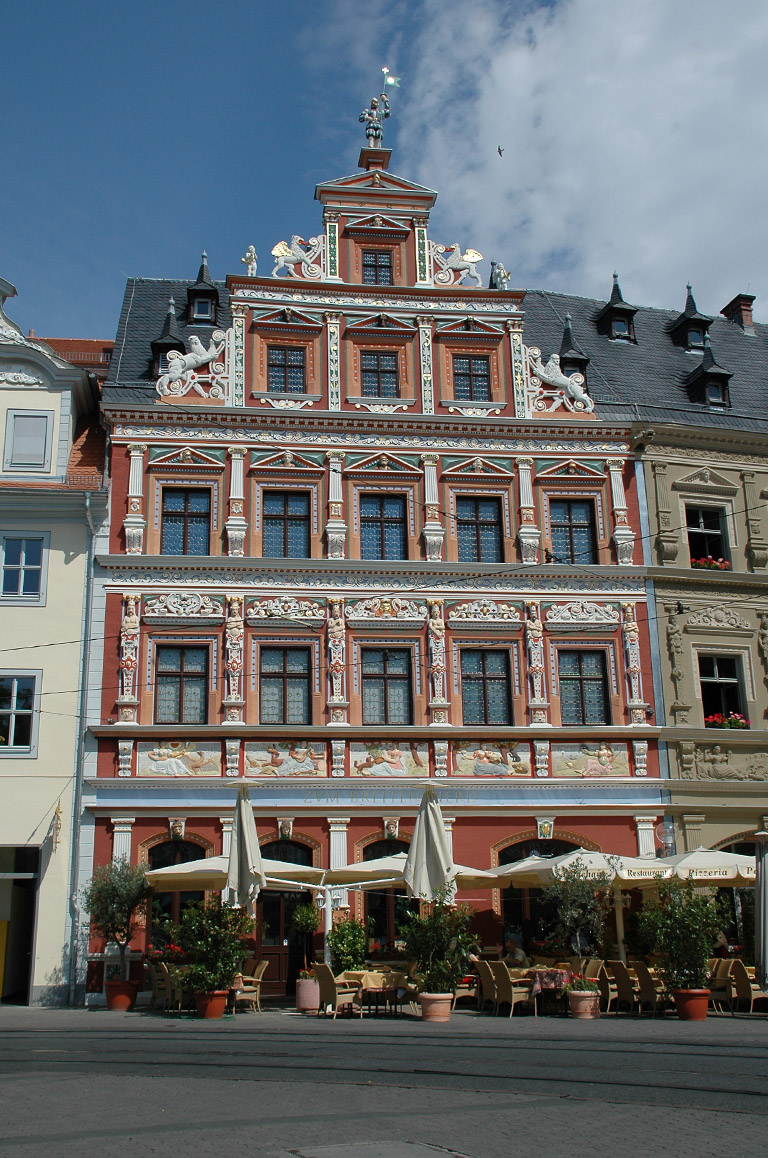
La Casa alla Grande Stufa
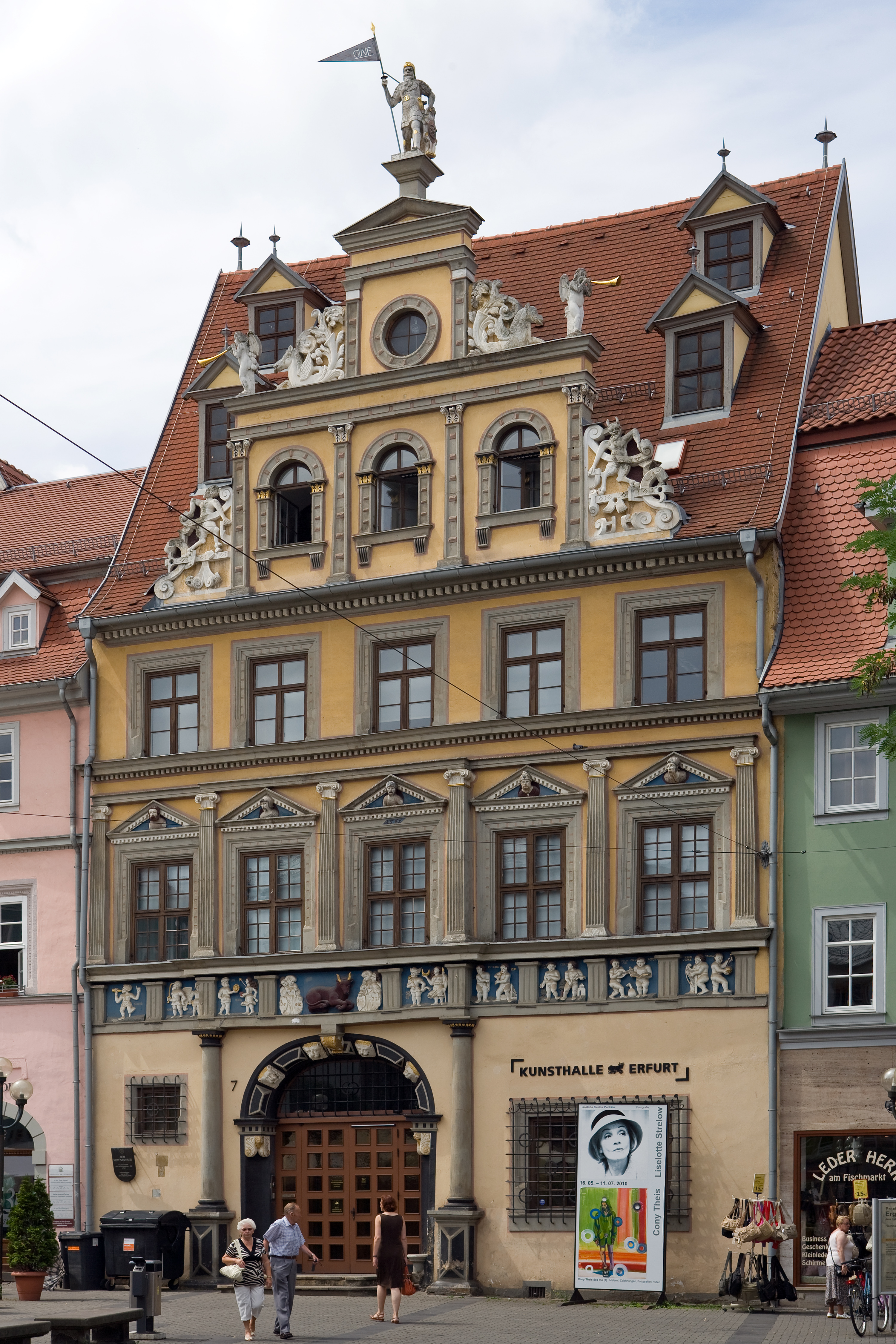
La Casa del Bue Rosso
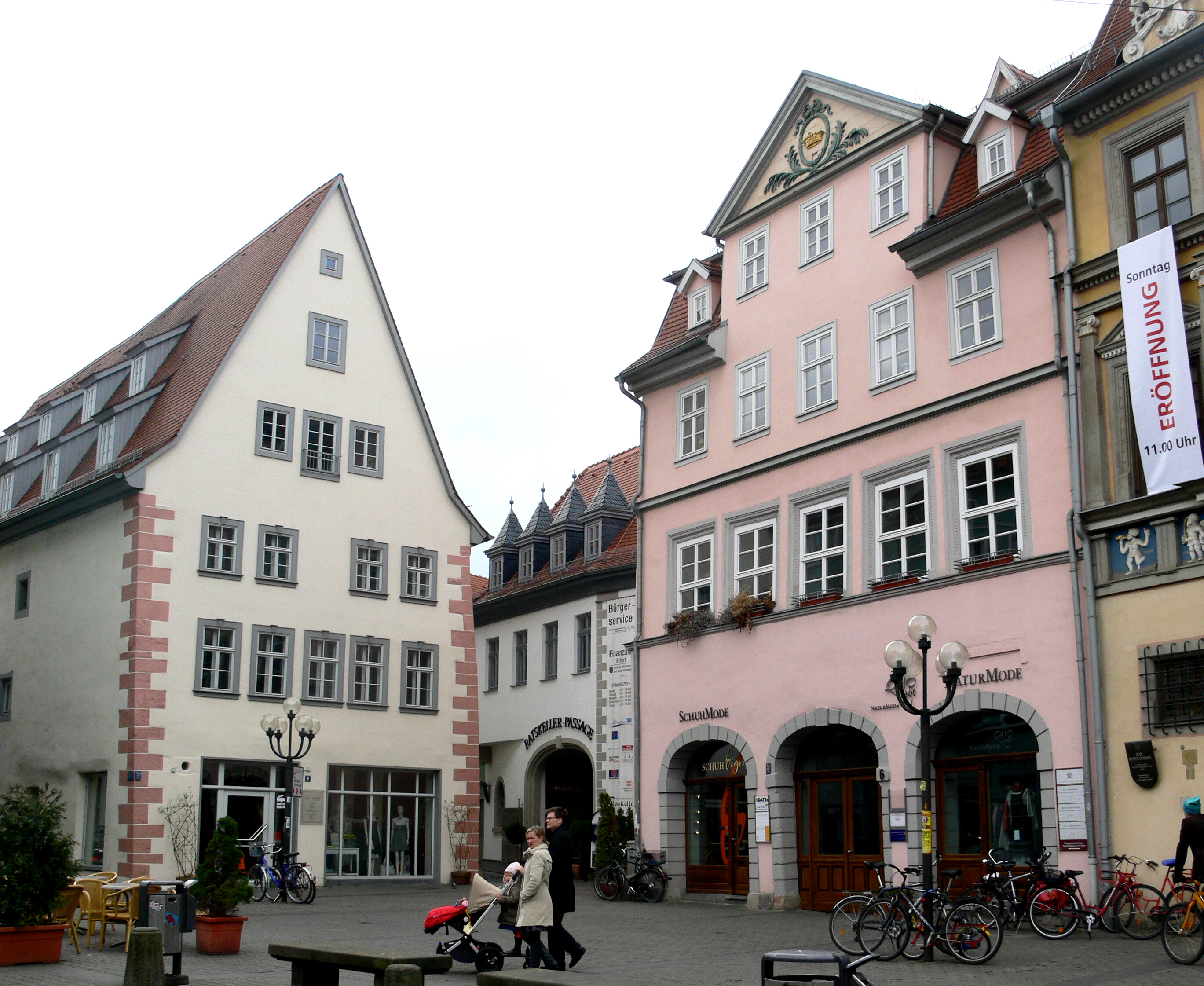
La "Casa alla Corona d'Oro"
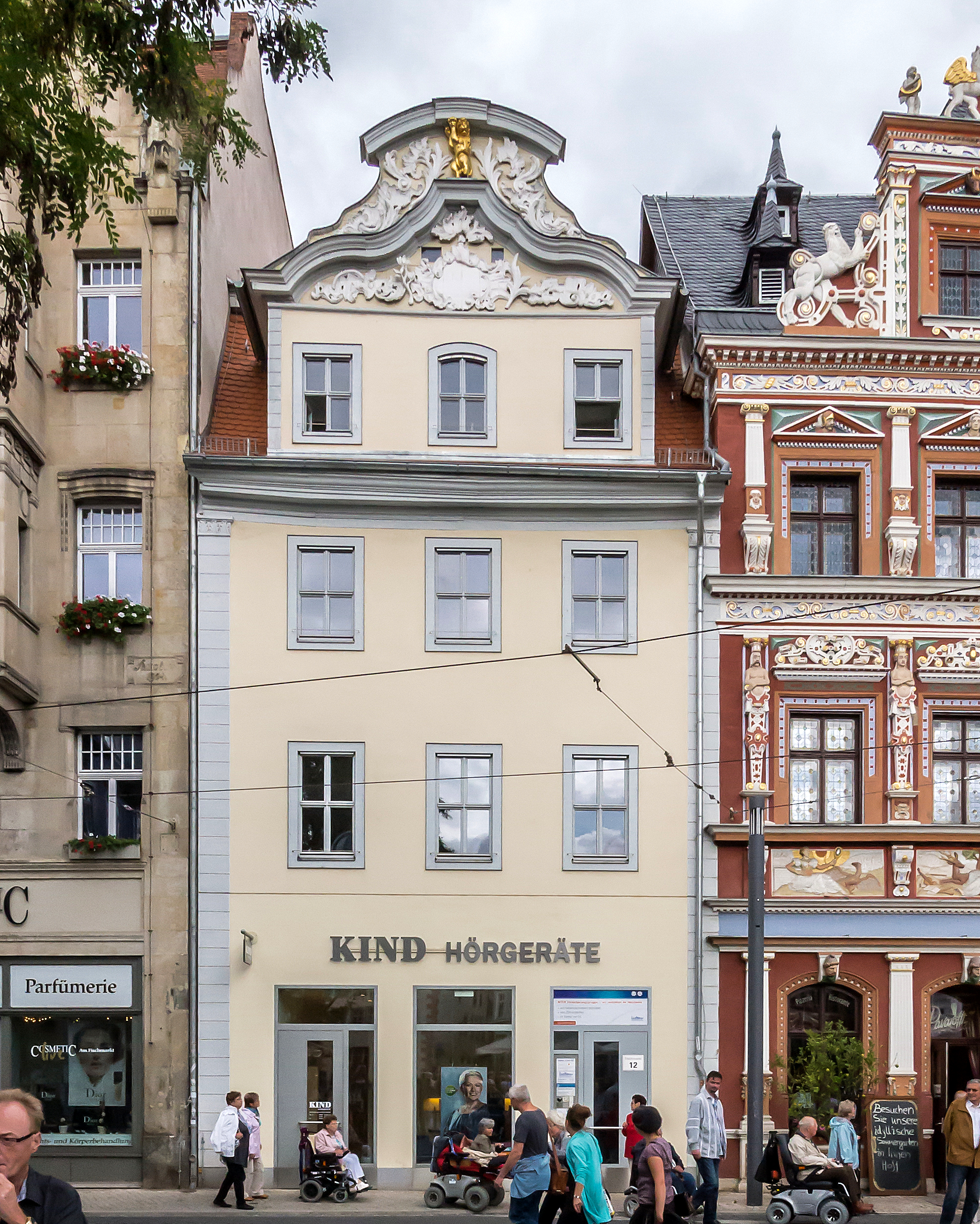
La "Casa al Leone d'Oro"
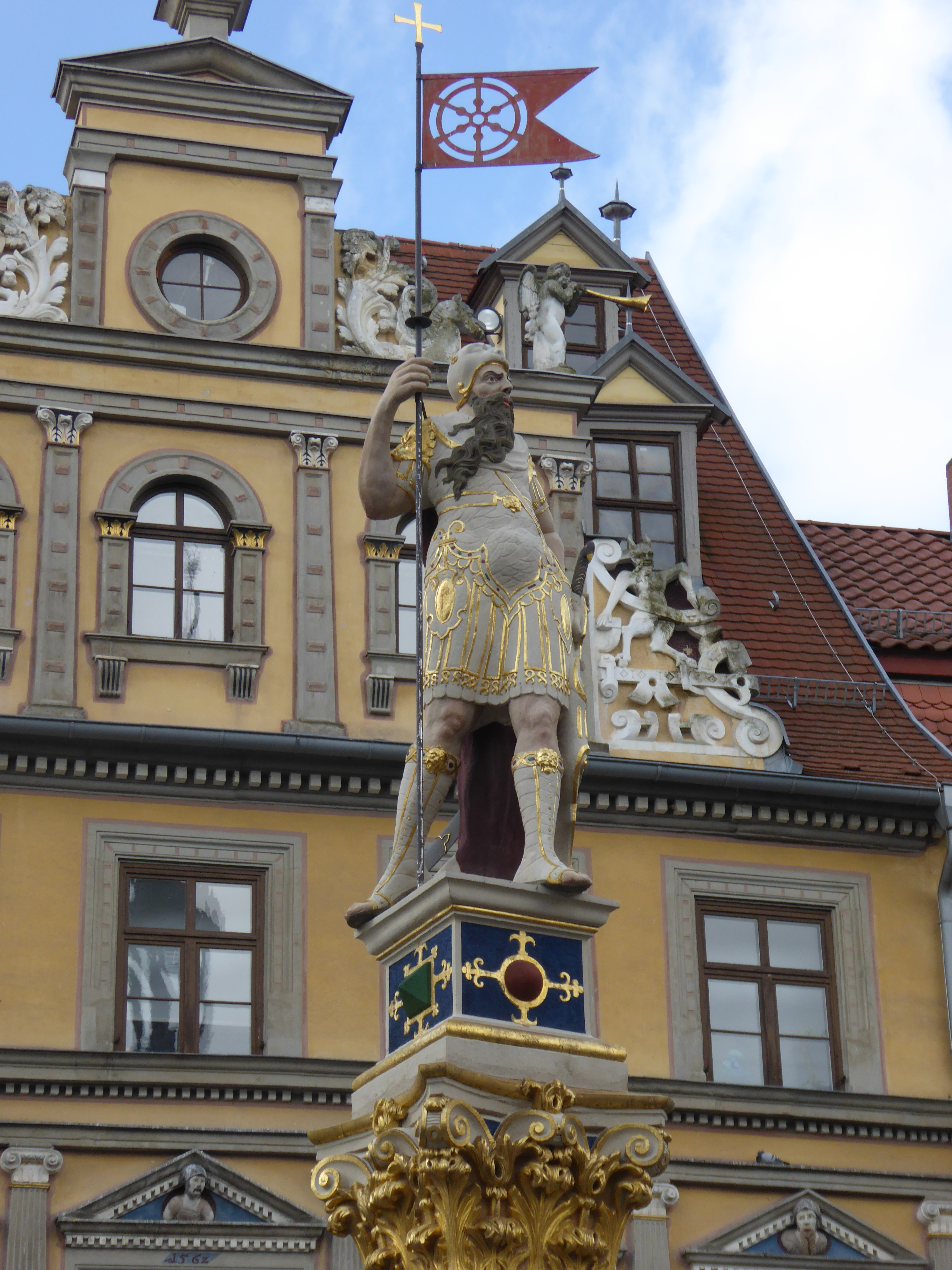
Il Römer